# Кровавый кулак 5: Живая мишень
«Кровавый кулак 5» (англ. Bloodfist 5: Human Target) — кинофильм.

## Сюжет
Агент ФБР Джимми Стэнтон (Дон Уилсон) попал в больницу, подравшись с двумя бандитами. Очнувшись, он узнаёт, что пролежал в коме шесть лет и частично потерял память. Практически сразу после этого Джимми снова пытаются убить. Он начинает искать тех, кто на него напал.

## В ролях
- Дон Уилсон — Джим Стэнтон
- Денис Дафф — Кэнди / Мишелль
- Стив Джеймс — Маркус / Дрю Вашингтон
- Дэнни Лопес — охранник
- Юджи Окумото — Томми
- Дон Старк — агент Кори Блейк
- Майкл Яма — Куан
- Эрон Ластиг — доктор Хардинг